# Resistencia checa a la ocupación nazi

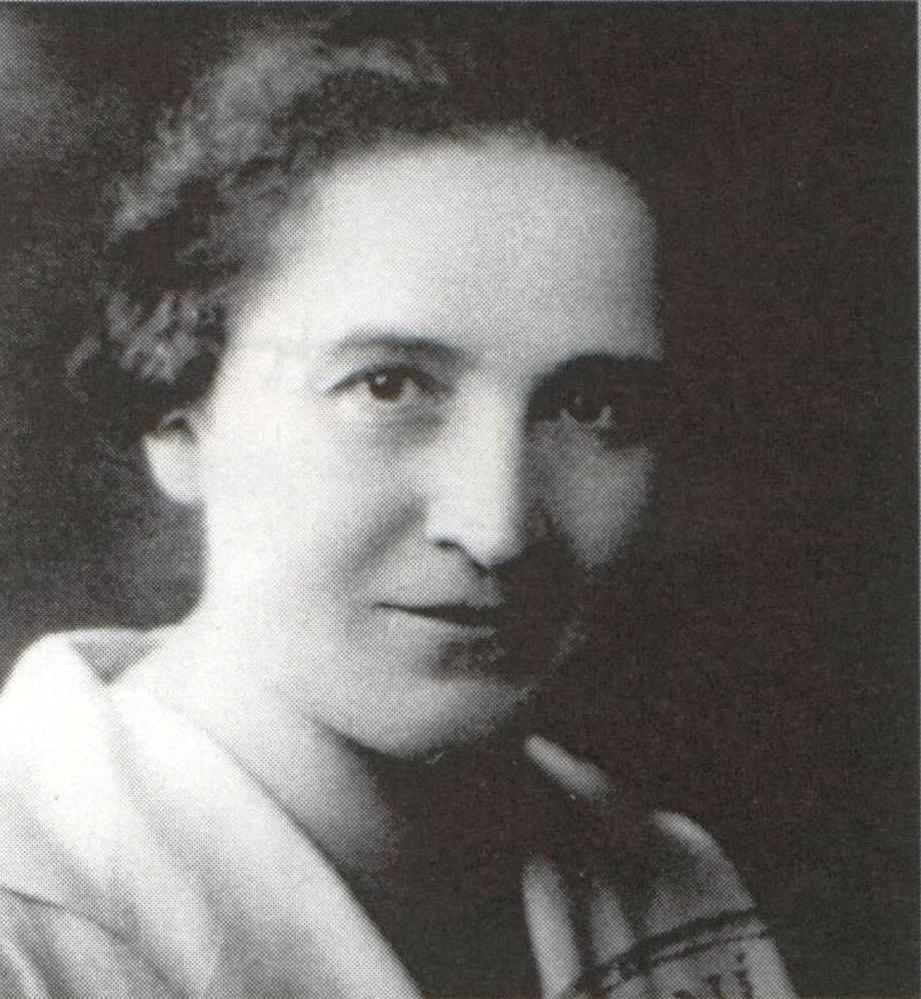
Žofie Šnajdrová fue una de las participantes en la Resistencia Nacional, razón por la cual terminó siendo torturada y asesinada en Auszchwitz. Post mortem fue condecorada con la Cruz de la Guerra Checoslovaquia.

La resistencia checa a la ocupación nazi durante la Segunda Guerra Mundial es un tema poco documentado, por grande y el resultado de la poca resistencia formal y una efectiva política alemana que impidieron actos de resistencia o aniquilaron organizaciones de resistencia. En los primeros días de la guerra, la población checa participó en el boicot al transporte público y se hicieron llamamientos esporádicos para manifestarse masivamente. 

## Consolidación de grupos de la resistencia: ÚVOD
La red de la resistencia checa durante los primeros años de la guerra se llevó bajo el liderazgo del presidente de Checoslovaquia Edvard Beneš, que junto con el jefe de la inteligencia militar de Checoslovaquia František Moravec coordinaron las actividades desde el exilio en Londres. En el contexto de la persecución alemana, los grupos de resistencia importantes consolidaron sus filas en el marco del Central Leadership of Home Resistance (Ústřední vedení odboje domácího, ÚVOD). Sirvió como el principio de intermediario clandestino entre Beneš y el Protectorado de Bohemia y Moravia, que existió desde 1939 a 1941. Su objetivo a largo plazo era servir como un gobierno en la sombra hasta la liberación de Checoslovaquia de la ocupación nazi.
Los cuatro grupos de resistencia que se consolidaron en la ÚVOD estaban formados mayoritariamente por exoficiales del disuelto ejército checoslovaco, y fueron los democráticos Centro Político (Politické ústředí, PÚ), el Comité de la Petición "Seguimos fieles" (Petiční výbor Věrni zůstaneme, PVVZ),Defensa de la Nación (Obrana národa, ON) y el Partido Comunista de Checoslovaquia (KSČ), grupo, este último, el oficial de la resistencia. En 1941, ÚVOD aprobó la plataforma política diseñada por el grupo de Izquierda PVVZ o "Para la libertad: en una nueva República de Checoslovaquia". En ella, ÚVOD profesa lealtad a los ideales democráticos del expresidente checoslovaco Tomáš Masaryk y pide la creación de una república con características socialistas instando a todos los que se encuentran en el exilio a permanecer en sintonía con los avances socialistas del país.
Además de servir como medio de comunicación entre Londres y Praga, la ÚVOD también fue responsable de la transmisión de los informes de inteligencia y militares. Así lo hizo principalmente a través del uso de una estación de radio clandestina, que podría llegar a la población checa. Sin embargo, ÚVOD era conocida por transmitir informes inexactos, ya fuesen datos de inteligencia falsos o actualizaciones militares. A veces esto fue intencionadamente. Beneš a menudo instó a la ÚVOD a transmitir informes falsos en los que transmitía optimismo sobre la situación militar para mejorar la moral o motivar a una resistencia más amplia.
Si bien la ÚVOD sirvió al principio de ayuda a Beneš, lo hizo a veces apartarse de sus políticas. Durante el verano de 1941, el ÚVOD rechazó las propuestas de Beneš de la expulsión parcial de los alemanes de los Sudetes después de la conclusión de la guerra y en su lugar exigió su expulsión total. La ÚVOD logró cambiar la postura oficial de Beneš sobre este tema.

## ÚVOD y el Partido Comunista de Checoslovaquia (KSČ)
La relación entre la ÚVOD y la KSČ era uno de los aspectos importantes de las funciones diarias cuando las relaciones soviético-checas se convirtieron en una parte central de sus esfuerzos de resistencia. Así, la invasión alemana de la Unión Soviética en junio de 1941 marcó un punto de inflexión en las relaciones soviético-checoslovacas. Antes de la invasión, el objetivo principal comunista era "detener la guerra imperialista" y a menudo a simpatizantes de los trabajadores alemanes del Reich. Después de la invasión, la resistencia comenzó a contar con el apoyo comunista, tanto dentro de Checoslovaquia como de Moscú. En una emisión de Londres el 24 de junio de 1941 a través de la ÚVOD, Beneš informó a su país que <<la relación entre nuestros dos Estados>> por lo tanto volvió a la situación anterior a la de Múnich y la vieja amistad.
Si bien la KSČ no era un parte oficial de la ÚVOD y mantuvo su independencia organizativa, llamó a la unidad de acción de todos los grupos antifascistas. Los líderes de la KSČ simpatizaban con la ÚVOD ayudando a mantener las relaciones soviético-checoslovacas. Beneš utilizaba a menudo a los líderes de la KSČ para organizar reuniones en Moscú para expandir la cooperación soviética con Checoslovaquia. Hay pruebas de que la ÚVOD pudo haber advertido a los rusos acerca de la invasión alemana en abril de 1941. En marzo de 1941, Beneš recibió un comunicado de la inteligencia con respecto a la acumulación de tropas alemanas en las fronteras de la Unión Soviética. Según sus memorias, inmediatamente pasó esa información a norteamericanos, británicos y soviéticos. El destino de la KSČ también estuvo estrechamente vinculado con el de ÚVOD, pues también sufrió la aniquilación después del asesinato de Reinhard Heydrich. Esto la hizo que  fuera incapaz de recuperarse hasta 1944.

## La resistencia checa y el asesinato de Heydrich
El acto más famoso y legendario de la resistencia checa fue el asesinato de Reinhard Heydrich el 27 de mayo de 1942 por los soldados checoslovacos Jan Kubiš y Jozef Gabčík. En muchos sentidos, la desaparición de la ÚVOD fue prevista con el nombramiento de Heydrich como el Reichsprotektor del Protectorado de Bohemia y Moravia en el otoño de 1941. A finales de septiembre, Heydrich había organizado la detención de casi todos los miembros de la ÚVOD y con éxito cortar todos los vínculos entre la Úvod y Londres.
La reacción de los nazis en el asesinato de Heydrich es a menudo atribuida a la aniquilación de un movimiento clandestino checo efectivo después de 1942. Los nazis exigían venganza y arrasaron las aldeas de Lidice y Ležáky. En octubre de 1942, 1.331 personas fueron condenadas a muerte por los tribunales alemanes del Protectorado. Mil judíos fueron enviados directamente desde Praga al campo de concentración de Mauthausen, y otras 252 personas fueron enviadas a Mauthausen por la participación en el complot de asesinato. Por último, dentro de la venganza de los nazis, fueron detenidos los últimos miembros de la ÚVOD.